# Arizona National Guard

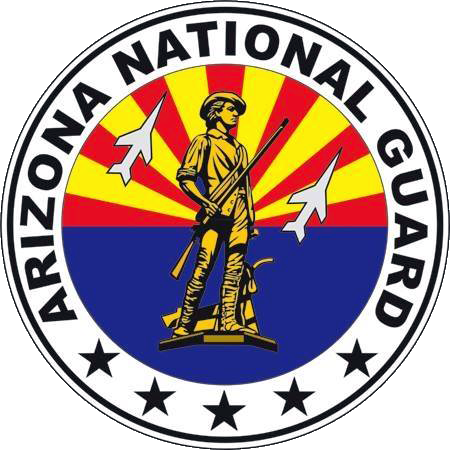
Logo der Arizona National Guard

Die Arizona National Guard des US-Bundesstaates Arizona wurde 1863 begründet und ist Teil der im Jahr 1903 aufgestellten Nationalgarde der Vereinigten Staaten (akronymisiert USNG) und somit auch Teil der zweiten Ebene der militärischen Reserve der Streitkräfte der Vereinigten Staaten.

## Organisation
Die Mitglieder der Nationalgarde sind freiwillig Dienst leistende Milizsoldaten, die dem Gouverneur von Arizona Doug Ducey unterstehen. Bei Einsätzen auf Bundesebene der Präsident der Vereinigten Staaten Commander-in-Chief. Adjutant General of Arizona  ist seit 2013 Major General Michael T. „Mick“ McGuire. Die Nationalgardeeinheiten des Staates werden auf Bundesebene vom National Guard Bureau (Arlington, VA) unter General Steven Nordhaus koordiniert.

## Geschichte
Die Arizona National Guard führt ihre Wurzeln auf Milizverbände des Arizona-Territoriums aus dem Jahr 1863 zurück. Die Nationalgarden der Bundesstaaten sind seit 1903 bundesgesetzlich und institutionell eng mit der regulären Armee und Luftwaffe verbunden, so dass unter bestimmten Umständen mit Einverständnis des Kongresses die Bundesebene auf sie zurückgreifen kann. Davon zu trennen ist die Staatsgarde, z. Z. inaktiv, die allein dem Bundesstaat verpflichtet wäre.

## Personalstärke und wichtige Einheiten
Die Arizona National Guard besteht aus den beiden Teilstreitkraftgattungen des Heeres und der Luftstreitkräfte, namentlich der Army National Guard und der Air National Guard. Die Arizona Army National Guard hatte 2023 eine Personalstärke von 4.800, die 1946 gegründete Arizona Air National Guard eine von 2.546, was einer Personalstärke von gesamt 7.346 entspricht.

### Einheiten der Arizona Army National Guard
- Arizona National Guard Recruiting
- Headquarters and Headquarters Company (HHC), Camp Navajo, AZ
- 98th Aviation Troop Command (Silverbell Army Heliport)
- 198th Regional Support Group (Papago Park Military Reservation)
- 819th Engineer Company (Sapper)
- 3666th Maintenance Company
- 215th Regiment (Regional Training Institute)
- 258th Rear Area Operations Center
- 91st Civil Support Team (WMD)
- 194th Engineer Detachment (Fire fighter)
- 257th Engineer Detachment (Well Drilling)
- 258th Engineer Company (Horizontal)
- 259th Engineer Platoon (Quarry)
- 260th Engineer Detachment (Fire Fighter)
- 5th Battalion (Air Ambulance), 159th Aviation Regiment
- Recon Air Interdiction Detachment (RAID)
- Army Aviation Support Facility #1
- Western ARNG Aviation Training Site (WAATS)

### Einheiten der Arizona Air National Guard
- 161st Air Refueling Wing auf dem Phoenix Sky Harbor International Airport, Phoenix
- 162nd Fighter Wing auf der Tucson Air National Guard Base, Tucson
- 214th Reconnaissance Group auf der Davis-Monthan Air Force Base, Tucson
- 107th Air Control Squadron auf der Luke Air Force Base, Glendale
- 111th Space Operations Squadron auf der Sky Harbor Air National Guard Base, Phoenix